# Modlitewnik siostry Konstancji
Modlitewnik siostry Konstancji – polski rękopiśmienny modlitewnik z 1527.
Modlitewnik ma formę papierowego kodeksu. Zapisany został w 1527 roku, zawiera jednak kopię wcześniejszych modlitw. Niektóre fragmenty zostały przepisane z tekstów drukowanych. Teksty wpisane są przez różne osoby, w tym prawdopodobnie przez niezidentyfikowanego mnicha, który na końcu umieścił notę: 1527. Stary ociec napisał. W treści modlitw pojawia się dwukrotnie imię Konstancja, o której brakuje jednak pewnych informacji. Była ona prawdopodobnie zakonnicą (nazywana jest w tekście służebnicą), zaś modlitewnik mógł zostać dla niej ułożony lub przepisany. Rękopis przechowywany jest w Bibliotece Jagiellońskiej w Krakowie.
Na modlitewnik składają się teksty o różnym pochodzeniu i tematyce, m.in.:
- karty 1-47: Pasyja Jezusa Chrystusa z czterech ewangelistow krotko zebrana
- karty 48-92: Umowa grzesznej dusze z Panem Miłym Jezu Chrystusem ukrzyżowanym
- karty 103v-123: Modlitwy świętej Brygidy
- karty 123-129: Pozdrawianie wszytkich członków Pana Jezusowych
- karty 132v-311: różne modlitwy z przewagą rozmyślań i koronek ku czci Maryi

Polszczyzna modlitw jest poprawna, zawiera jednak wpływy języka czeskiego. Część modlitw sformułowana jest w pierwszej osobie.